# Valdelaguna
Valdelaguna é um município da Espanha na província e comunidade autónoma de Madrid, de área 42,38 km² com população de 673 habitantes (2004) e densidade populacional de 15,88 hab/km².

## Demografia
| Variação demográfica do município entre 1991 e 2004 | Variação demográfica do município entre 1991 e 2004 | Variação demográfica do município entre 1991 e 2004 | Variação demográfica do município entre 1991 e 2004 |
| --------------------------------------------------- | --------------------------------------------------- | --------------------------------------------------- | --------------------------------------------------- |
| 1991                                                | 1996                                                | 2001                                                | 2004                                                |
| 544                                                 | 540                                                 | 605                                                 | 673                                                 |